# Телепнев-Оболенский, Дмитрий Фёдорович Овчинин
Дми́трий Фёдорович Овчинин Оболе́нский-Те́лепнев († 1563) — князь, воевода на службе у русского царя Ивана Грозного.
Сын князя Фёдора Васильевича Овчины Телепнева-Оболенского.

## Биография
Воевода в Мценске (1555). В чине рынды (оруженосца), сопровождал царя в походе к городу Серпухову против крымцев (1556). Второй воевода в Дедилове (1559), в том же году под начальством князя Бельского участвовал в военном походе против Крымского ханства.
Ходил с князем Иваном Фёдоровичем Мстиславским в Ливонию, участвовал в осаде Феллина и после взятия этого города был послан к городу Кеси, овладел этим важным пунктом и оставлен там служить воеводой (1560). Второй воевода Передового полка в Великих Луках (1563). Ездил за Государём (1563).
Казнён по приказанию Ивана Грозного († 1563). В синодике опальных не значится.
Относительно подробностей его смерти до наших дней дошло несколько рассказов: по одному из них, князь Телепнев-Оболенский поссорился с одним из любимцев молодого царя Басмановым и в гневе сказал ему: «я и предки мои служили всегда с пользой государю, а ты служишь гнусной содомией». Басманов пожаловался во время пира Ивану Васильевичу и царь прямо за пиром убил Телепнева-Оболенского. По другому рассказу, царь приказал князю во время пира выпить чашу крепкого меду за царское здоровье, а когда Дмитрий Фёдорович Телепнев-Оболенский, уже охмелевший, не мог выпить и половины, царь приказал задушить его.
Историк Николай Михайлович Карамзин приводит другую версию причины гибели князя — будто бы он заслужил гнев Государя за противоречия намерению Государя ввести в России немецкие обычаи.